# Campylopus papuensis
Campylopus papuensis är en bladmossart som beskrevs av Edwin Bunting Bartram 1957. Campylopus papuensis ingår i släktet nervmossor, och familjen Dicranaceae. Inga underarter finns listade i Catalogue of Life.